# Champagnac (Cantal)
Champagnac település Franciaországban, Cantal megyében. Lakosainak száma 1023 fő (2022. január 1.). Champagnac Bassignac, Madic, Saint-Pierre, Veyrières, Ydes, Sérandon és Sarroux-Saint Julien községekkel határos.

## Népesség
A település népességének változása:
| Lakosok száma | 1390 | 1382 | 1339 | 1122 | 1048 | 1084 | 1095 | 1056 | 1040 | 1023 |
|               | 1968 | 1982 | 1990 | 2006 | 2013 | 2015 | 2017 | 2019 | 2020 | 2022 |